# The Evolution of Man
The Evolution of Man es el cuarto álbum de estudio del cantante británico Example. Fue lanzado el 19 de noviembre de 2012 por el sello Ministry of Sound.

## Antecedentes y composición
Example tuiteó mientras viajaba en el avión a Sídney, que planeaba escribir algunas canciones para un nuevo álbum y que estaba escuchando el álbum Velociraptor! de Kasabian en busca de inspiración lírica. En su estadía en Australia durante 2 meses, el cantante y rapero planeó componer el álbum completo el tiempo que pasó allí.
El 25 de julio de 2012, Example anunció a través de Twitter el nombre del primer sencillo de  su cuarto álbum sería "Say Nothing" - producido por Dirty South, y fue presentada el 30 de julio de 2012 por Capital FM. La canción "Perfect replacement" (producido por Feed Me), fue estrenada en vivo los días 18-19 de agosto de 2012 el V Festival.
Tras las quejas de algunos fanáticos acerca de la falta de influencia del dubstep en "Say Nothing", Example respondió a un comentario en Facebook, diciendo que "esperará a que el álbum sea lanzado, no voy a completar el álbum con el mismo sonido de esta canción, y tampoco voy a seguir lanzando la misma cosa de 'dubstep' o 'electro'."
El video promocional de "Come Taste the Rainbow" se estrenó el 19 de octubre de 2012 en Hunger TV. Más tarde fue subido al canal oficial en YouTube de Example.
"Close Enemies" producido por Alex Smith, fue lanzada como el segundo sencillo del álbum el 11 de noviembre de 2012, ingresando en la lista de singles del Reino Unido en el puesto # 37.
Un CD sampler con 6 pistas contiene una versión demo de "All My Lows" y una edición para radio de "Close Enemies" fue distribuido para las estaciones de radio y para DJs poco antes de su lanzamiento oficial, y Example retuiteó que varios fanáticos habían llegado antes de tiempo para comprar su disco debido a la preventa.
El 15 de noviembre, una semana antes de su lanzamiento, Greg James en BBC Radio 1 presentó a modo de novedad la canción "Perfect Replacement", junto a Example diciendo que él "quería que fuera uno de los singles", pero que había "cinco o seis" canciones que podrían ser elegidos como el tercer sencillo. El 24 de noviembre, Example confirmó que "Perfect Replacement" de hecho sería el tercer sencillo y su lanzamiento está previsto para febrero de 2013. Tuits anteriores habían insinuado que la canción "Queen of Your Dreams", la producida por el sueco Alesso, podría convertirse en uno de los sencillos sucesores.

## Lista de canciones
| Edición estándar |        |              |               |          |  |
| N.º              | Título | Escritor(es) | Productor(es) | Duración |  |

| Edición especial con bonus tracks |        |              |               |          |  |
| N.º                               | Título | Escritor(es) | Productor(es) | Duración |  |

## Listas
| País        | Lista (2012)                | Mejor posición |
| ----------- | --------------------------- | -------------- |
| Irlanda     | Irish Albums Chart          | 34             |
| Escocia     | Scottish Albums Chart       | 14             |
| Reino Unido | UK Dance Albums Chart       | 1              |
| Reino Unido | UK Independent Albums Chart | 1              |
| Reino Unido | UK Albums Chart             | 13             |